# Władysław Bandurski
Władysław Bandurski (ur. 25 maja 1863 w Sokalu, zm. 6 marca 1932 w Wilnie) – polski duchowny rzymskokatolicki, doktor, biskup pomocniczy archidiecezji lwowskiej i archidiecezji wileńskiej, honorowy kapelan Legionów Polskich, naczelny kapelan Wojska Litwy Środkowej i przewodniczący Zarządu Oddziału Wileńskiego Związku Harcerstwa Polskiego, kawaler Orderu Virtuti Militari.

## Życiorys
Władysław Bandurski urodził się 25 maja 1863 lub 1865 w Sokalu. Pochodził z niezamożnej rodziny mieszczańskiej o religijnym i patriotycznym usposobieniu. Był synem Wincentego (rzemieślnika, pracującego jako mistrz szewski) i Zofii z domu Haraszkiewicz (1823-1909). Miał rodzeństwo. Dom Bandurskich leżał przy zbiegu ulicy Tadeusza Kościuszki i Szlacheckiej. Spotykali się w nim działacze niepodległościowi. Podczas powstania styczniowego w 1863 w tym domu odbywały się spotkania dotyczące losu walczących, zaś w zrywie niepodległościowym brał udział jego starszy brat, matka była kurierką Rządu Narodowego, wraz z innymi kobietami karmiła powstańców, po upadku udzielała schronienia uciekinierom z insurekcji i roztaczała nad nimi opiekę oraz działała w Komitecie Żeńskim przy klasztorze Bernardynów. Jego brat Leopold w latach 70. i 80. był nauczycielem w szkole w Zabużu Sokalskim (zm. w 1910)).
Od dzieciństwa Władysław Bandurski wykazywał religijność i pobożność, codziennie uczęszczał z matką na mszę św. i nieszpory, odprawiał nabożeństwo majowe przed ołtarzykiem stworzonym w domu, modlił się przed obrazem Matki Bożej Sokalskiej w kościele Matki Bożej Pocieszenia w Sokalu (ojców Bernardynów) oraz pielgrzymował do pobliskiego Tartakowa, gdzie czczony był obraz Matki Bożej Tartakowskiej. Udzielał się jako ministrant u boku miejscowego proboszcza ks. Antoniego Szeligowskiego. W rodzinnym Sokalu ukończył naukę w pięcioklasowej szkole ludowej (powszechnej), prowadzonej przez siostry Felicjanki. Następnie kontynuował edukację we Lwowie, gdzie kształcił się w C. K. Gimnazjum im. Franciszka Józefa i tam w 1883 zdał egzamin dojrzałości. W trakcie nauki zarabiał na siebie udzielając korepetycji.

### Początki służby kapłańskiej

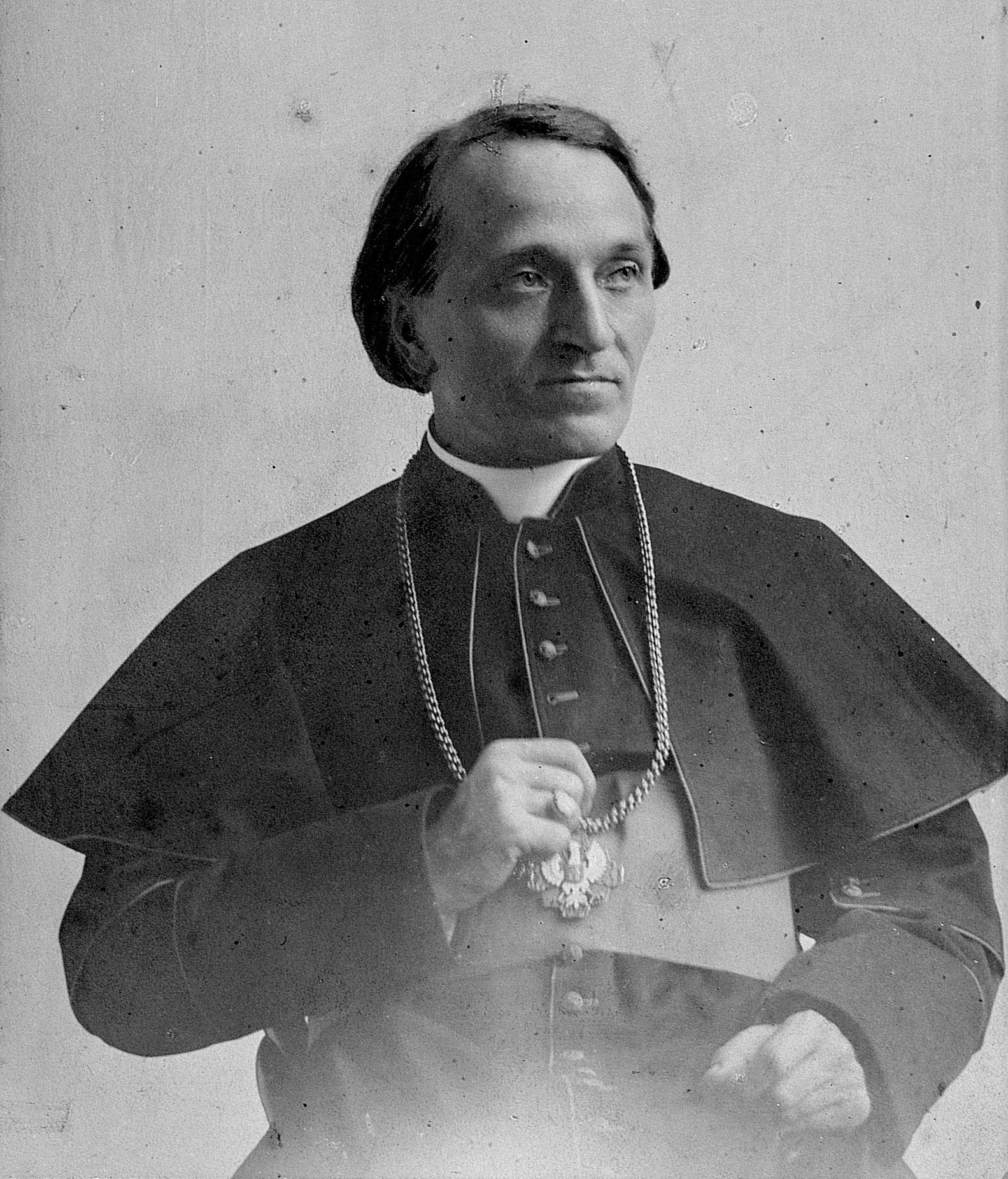
Bp Władysław Bandurski

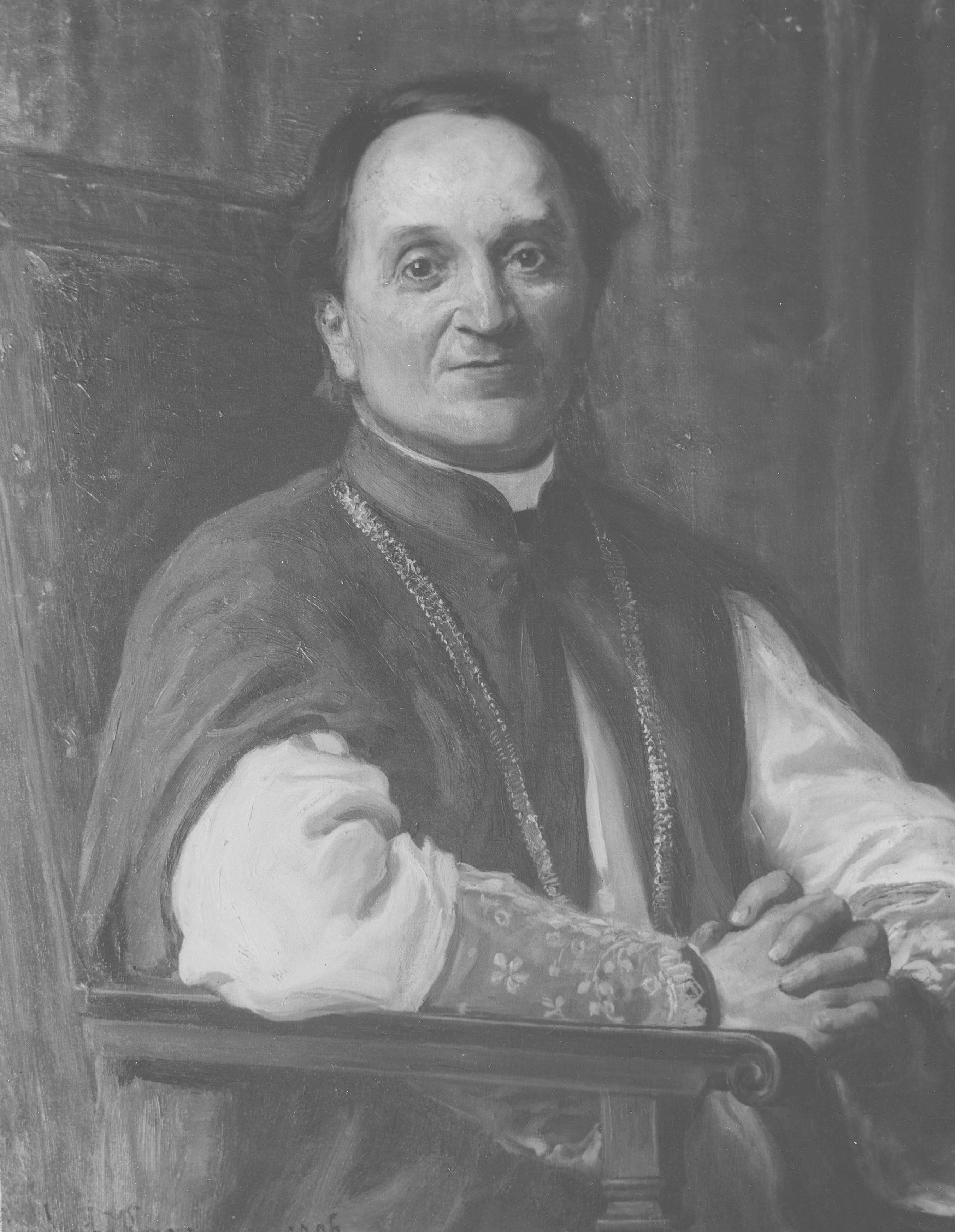
Władysław Bandurski na obrazie Józefa Męciny-Krzesza (1906)

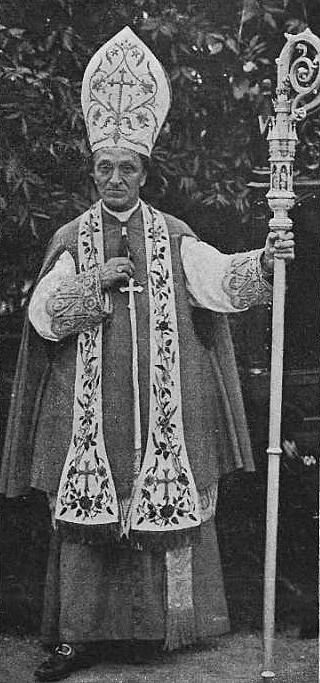
Biskup Bandurski (1907)

W 1883 wstąpił do Seminarium Duchownego we Lwowie. Równocześnie podjął studia teologiczne na Wydziale Teologicznym Uniwersytetu Lwowskiego. 24 lipca 1887 we Lwowie otrzymał sakrament święceń z rąk abp. Seweryna Morawskiego. Mszę prymicyjną odprawił 25 lipca 1887 w kościele sióstr Franciszkanek we Lwowie. Następnie udał się do Rzymu, gdzie kontynuował studia w Kolegium Polskim na Uniwersytecie Gregoriańskim, uzyskując w 1889 stopień doktora filozofii i według niektórych źródeł także teologii.
W 1890 powrócił do kraju. W październiku 1890 został powołany do parafii w Kamionce Strumiłowej, gdzie 10 listopada 1890 został wikarym. Jednocześnie był katechetą w tamtejszej pięcioklasowej szkole męskiej. Posługiwał też w Milatynie. Pełnił funkcję członka zarządu oddziału Polskiego Towarzystwa Pedagogicznego w Kamionce Strumiłowej. W 1892 został przeniesiony do Stanisławowa, gdzie został wikariuszem tamtejszej kolegiaty. Jako prefekt uczył także religii w kilku miejscowych szkołach. Około 1893/1994 był katechetą w etatowej męskiej szkole ludowej pospolita sześcioklasowej im. Adama Mickiewicza w Stanisławowie. W 1893 lub na początku 1894 został wikariuszem przy kościele katedralnym we Lwowie. Około 1894/1894 był katechetą w mieszanej dwuklasowej szkole im. Św. Zofii, a następnie krótkotrwale w pensjonacie p. Niedziałkowskiej. Według późniejszych opracowań wykładał religię w szkołach państwowych i prywatnych i został prefektem szkół lwowskich. W tym zakresie zaangażował się w ruch patriotyczny, był organizatorem obchodów, nabożeństw i wspomnień bohaterów polskich, w tym z roku 1863. Co roku odwiedzał rodzinny Sokal, odprawiając mszę w kościele ojców Bernardynów.
W 1894 lub 1895 został mianowany przez powołanego do Krakowa ks. kardynała Janę Puzynę na jego kapelana i sekretarza. Wkrótce potem został kierownikiem małego seminarium w Krakowie. W 1896 objął funkcję kanclerza konsystorza generalnego Książęco-Biskupiego w Krakowie. W 1901 został kanonikiem gremialnym kolacji biskupiej w Krakowie. Od około 1901 pełnił funkcje kanclerza, referenta i radcy konsystorza. 19 sierpnia 1901 poświęcił krzyż na Giewoncie w Zakopanem podczas mszy, w której uczestniczyło ok. 300 osób. Około 1902 został mianowany przez Leona XIII papieskim prałatem domowym, a po jego śmierci w tym samym roku był prałatem domowym papieża Piusa X. Wygłosił głośne kazania podczas pielgrzymki Górnoślązaków w kościele mariackimgrun (1903) oraz 24 marca 1905 w 111. rocznicę przysięgi Tadeusza Kościuszki i w rocznicę śmierci tegoż 15 października 1903. Zasłynął jako natchniony kaznodzieja z uwagi na swoje patriotyczne kazania, głoszone także podczas uroczystości narodowych. Zyskał przydomki Złotousty Kapłan (wzgl. Kaznodzieja) oraz Drugi Skarga (bądź Skarga Odrodzonej Rzeczypospolitej). W 1905 był autorem odezwy do mieszkańców Galicji wzywającej do niesienia pomocy materialnej Polakom z Królestwie Kongresowym rannym i potrzebującym w wyniku poboru żołnierzy do udziału w wojnie rosyjsko-japońskiej.
10 października 1906 został mianowany biskupem tytularnym cydoneńskim in partibus infidelium (pol. w prowincjach [zamieszkanych przez] niewiernych; inaczej cydońskim (na Krecie), wzgl. Cydonii (Kreta), zastępując Józefa Webera. Był związany z C. K. Gimnazjum św. Jacka w Krakowie, gdzie 15 grudnia 1906 odbyło się jego uroczyste pożegnanie. 30 grudnia 1906 w archikatedrze lwowskiej został konsekrowany przez abp. Józefa Bilczewskiego na biskupa-sufragana archidiecezji lwowskiej (formalnie objął urząd od dnia 1 stycznia 1907). Jednocześnie został rektorem Seminarium Duchownego we Lwowie i sprawował to stanowisko do około 1912 (od wtedy kolejnym rektorem był ks. prof. Zygmunt Lenkiewicz),. Od sakry biskupiej był też asesorem w konsystorzu metropolitalnym oraz egzaminatorem prosynodialnym. W sierpniu 1907 otrzymał tytuł kanonika gremialnego kapituły metropolitalnej lwowskiej. U boku arcybiskupa uczestniczył w zarządzaniu archidiecezją lwowską. Współpracował z Uniwersytetem Lwowskim, jako kapłan uczestnicząc w wielu uroczystościach uczelni. Szerzył kult królowej Jadwigi, propagował hasło Zbudźmy Jadwigę, mając pragnienie wszczęcia jej procesu beatyfikacyjnego. Od około 1909 pełnił funkcję wiceprezesa Instytutu Ubogich Chrześcijan we Lwowie (prezesował abp Bilczewski).
We Lwowie kontynuował swoją rolę kaznodziei. Należał do Komitetu Grunwaldzkiego, a podczas obchodów 500. rocznicy bitwy pod Grunwaldem wygłosił płomienne kazania 29 czerwca 1910 we Lwowie oraz w trakcie obchodów 14-16 lipca 1910 przy odsłonięciu pomnika Grunwaldzkiego w Krakowie, występując przeciw trzem cesarzom państw zaborczych oraz przepowiadając bliskie odrodzenie Polski. Patronował wówczas akcji obronnej katolickiej i narodowej w Chełmskiem. W 1912 był organizatorem akcji protestacyjnej przeciw odłączeniu ziemi chełmskiej od Królestwa Kongresowego przez Imperium Rosyjskie. Założył wówczas Komitet Ochrony Kresów Wschodnich, zbierał środki finansowe dla opornych i wydał odezwę pt. Brońmy „opornych”!. Biskup przedostawał się przez kordon rosyjski przybywając do ziemi chełmskiej. Powstał wtedy Dar Chełmski. Konspiracyjna praca dla Chełmskiego zbliżyła go do Aleksandra Zawadzkiego (Prokopa), oraz do młodszych działaczy narodowych, którzy głosili bliskość i konieczność czynu zbrojnego. Kiedy z kół: „Zarzewia” i Drużyn Strzeleckich zaczęło się w końcu 1911 i w ciągu 1912 zbieranie daru chełmskiego na tle głośnej wówczas w całej Galicji akcji wiecowej i dwóch krwawych demonstracji ulicznych we Lwowie przeciw konsulatowi rosyjskiemu (pierwsza w grudniu 1911, druga w maju 1912), był w stałym i żywym kontakcie z inicjatorami akcji obronnej Chełmskiego, Feliksem Młynarskim (Janem Brzozą) i Janem Dąbskim, oraz prof. Eugeniuszem Romerem. Posługując się pseudonimem „Mieczysław Ziemski” działał w tajnych organizacjach Hufiec Święty oraz założonej w 19012 Konfederacji Polskiej, a w ramach jej działalności został kapelanem
Należał do tajnej organizacji obywatelskiej, patronując Drużynom Strzeleckim, „Zarzewiu”, „Sokołowi”, Drużynom Bartoszowym i uczestnicząc w wielu uroczystościach tych organizacji (np. dokonując poświęceń ich sztandarów) (uczestniczył w zjazdach DB w 1910 i w 1913). W jego mieszkaniu przy Placu Kapitulnym we Lwowie zbierali się działacze niepodległościowi o różnych poglądach (przed 1914 sam biskup pełnił niejako rolę łącznika między organizacjami). Tam też na przełomie 1912/1913 omawiany był wraz z nim projekt zamachu na sobór na Placu Saskim w Warszawie, aby nie dopuścić do przyjazdu cara i ugodowej demonstracji (plan nie został wykonany z powodu odwołania przyjazdu cara do Warszawy na otwarcie soboru). Wszedł w najbliższy kontakt z Józefem Piłsudskim (spotkał się z nim pod koniec czerwca 1914 podczas pogrzebu ostatniego członka Rządu Narodowego z 1863, Józefa Kajetana Janowskiego), był związany ze Związkiem Walki Czynnej i Związkiem Strzeleckim. Był członkiem zwyczajnym Towarzystwa Opieki nad Polskimi Zabytkami Sztuki i Kultury. W połowie 1912 zasiadł w prezydium lwowskiego komitetu obchodów 50-lecia powstania styczniowego 1863-1913.

### I wojna światowa
Po wybuchu I wojny światowej początkowo pozostawał we Lwowie. W trakcie okupacji rosyjskiej Lwowa na przełomie 1914/1914 odwiedzał kościoły we Lwowie i błogosławił ludność. Po zajęciu Małopolski Wschodniej przez Rosjan, wobec zagrożenia represjami ze strony nadchodzących Rosjan 2 września 1914 wyjechał ze Lwowa (bez porozumienia z arcybiskupami Bilczewskim i Teodorowiczem, którzy zostali na miejscu), trafił do Krakowa, a stamtąd do Wiednia, gdzie dotarł 16 września 1914 (według innej wersji został zmuszony do wyjazdu do Wiednia przez Austriaków wskutek działalności niepodległościowej biskupa). Na początku 1915 w Wiedniu wszedł w skład Komitetu Polskiego Archiwum Wojennego. Według ewidencji kościelnej z 1916 (tj. za rok 1915) figurował nadal na swych przedwojennych stanowiskach w archidiecezji lwowskiej.
Był blisko związany z Naczelnym Komitetem Narodowym, utrzymując odznakę członka NKN. Określany jako przewodnik duchowy żołnierzy Legionów Polskich pięć razy odwiedzał na froncie, m.in. w Wigilię Bożego Narodzenia 1915, gdy na jego powitanie żołnierz-poeta Józef Mączka odczytał swój wiersz będący wyrazem hołdu dla biskupa). Pojawiał się w wielu miejscach przebywania Legionów Polskich (nad Styrem i Stochodem, w Lublinie, Piotrkowie, Częstochowie, Kamińsku, Kozienicach, Jędrzejowie, Kielcach, Krzywopłotach). W 1916 odwiedził 4 pułk piechoty, potem 5 pułk piechoty. Funkcjonował jako biskup-kapelan, a był określany mianem Legionowego Biskupa lub Biskupa-Legionisty.
Działalność niepodległościowa bp. Bandurskiego wywołała represyjny odzew ze strony nuncjatury apostolskiej w Wiedniu, Watykanu oraz władz austriackich i niemieckich. Został zmuszony do rezygnacji z sufraganii lwowskiej oraz zrzeczenia się stanowiska kanonika kapituły (według innego źródła w 1916 z niewiadomych przyczyn zrezygnował ze stanowiska biskupa-sufragana lwowskiego, a według innej wersji uczynił to po opuszczeniu Lwowa w 1914). Według wspomnienia o biskupie w źródłach legionowych miał on narazić się władzom austriackim, które groziły mu nawet sądem polowym, wobec czego wymuszono na nim opuszczenie frontu. Zabroniono mu wyjazdu na teren Królestwa. Władze niemieckie zakazały mu wjazdu na obszar swojej okupacji oraz skonfiskowały jego książkę pt. Ducha nie gaście. W latach 1916–1917 był faktycznie (nie formalnie) internowany w Wiedniu. Mimo tego wykorzystywał ten czas i kontynuował pracę niepodległościową. Roztoczył niezwykle czynną i ofiarną opiekę nad uchodźcami polskimi z terenu wojny (jako jedyny posługiwał u księży Zmartwychwstańców w Wiedniu, w 1916 w węgierskim Csót i czeskim Planie), nad internowanymi jeńcami Polakami w obozach na Węgrzech, wizytując miejsca odosobnienia m.in. w Marmarosz Sziget (uczestniczył tamże w procesie legionistów), Beniaminowie, Szczypiornie, a także nad rannymi.
Działał w ruchu harcerskim, został moralnym protektorem powstałego w 1916 patronatu skautowego nad Polską Organizacją Skautową w Piotrkowie, patronował Polskiej Drużynie Skautowej im. Króla Jana Sobieskiego w Wiedniu.

### II Rzeczpospolita

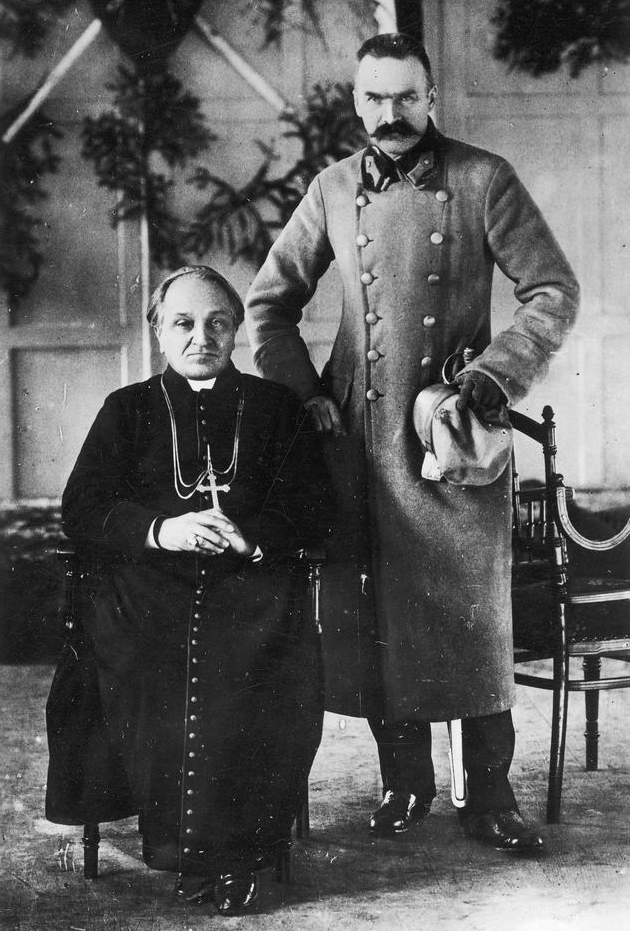
Władysław Bandurski i Józef Piłsudski (Olkusz, 1916)

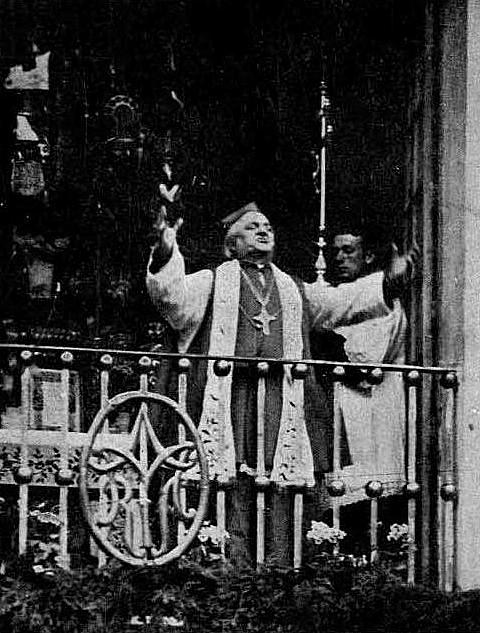
Bp Bandurski w Ostrej Bramie podczas 10. rocznicy oswobodzenia Wilna (21 kwietnia 1929)

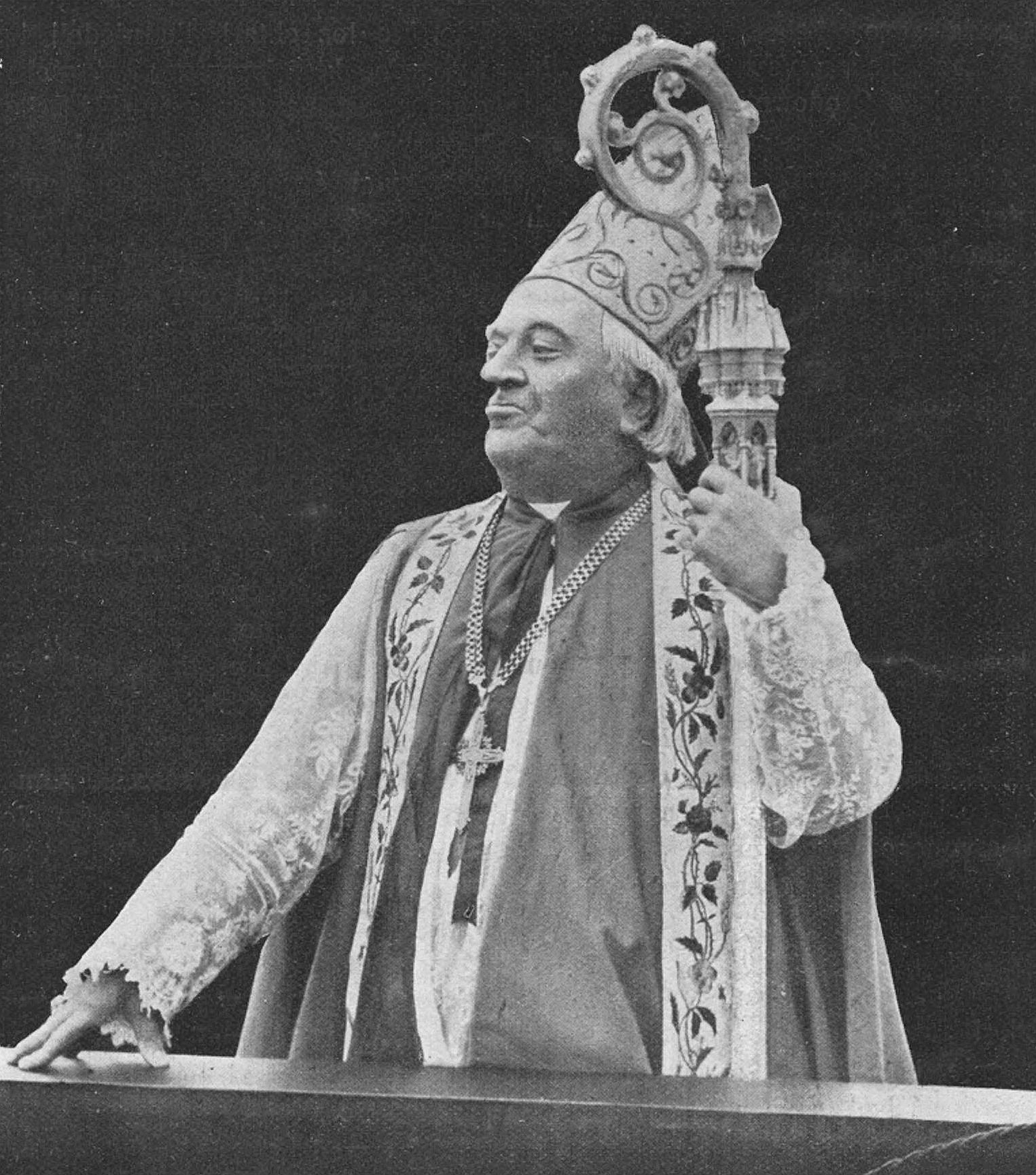
Biskup Bandurski

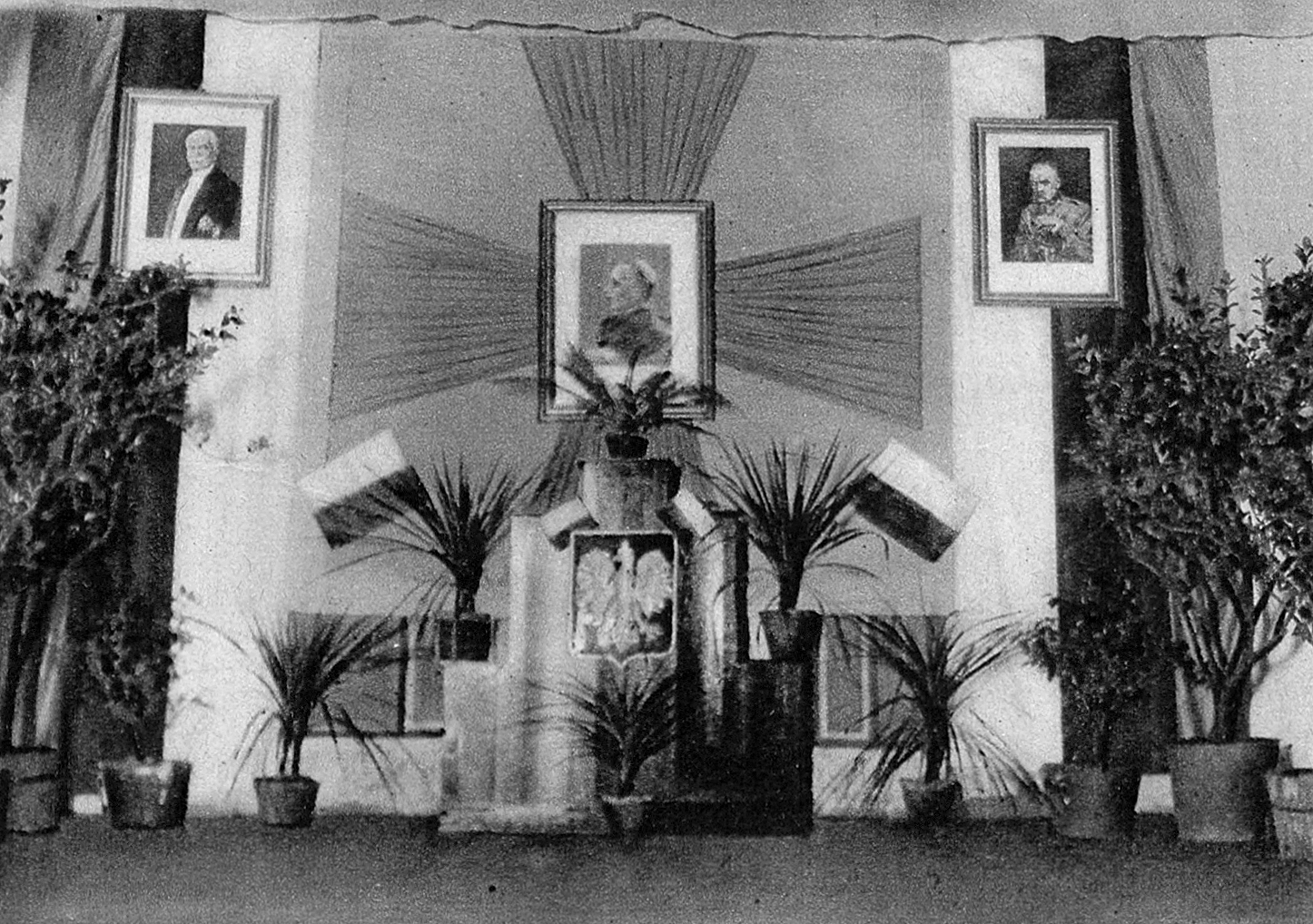
Dekoracja w hołdzie biskupowi na 25-lecie sakry biskupiej (Kościan, pocz. 1932)

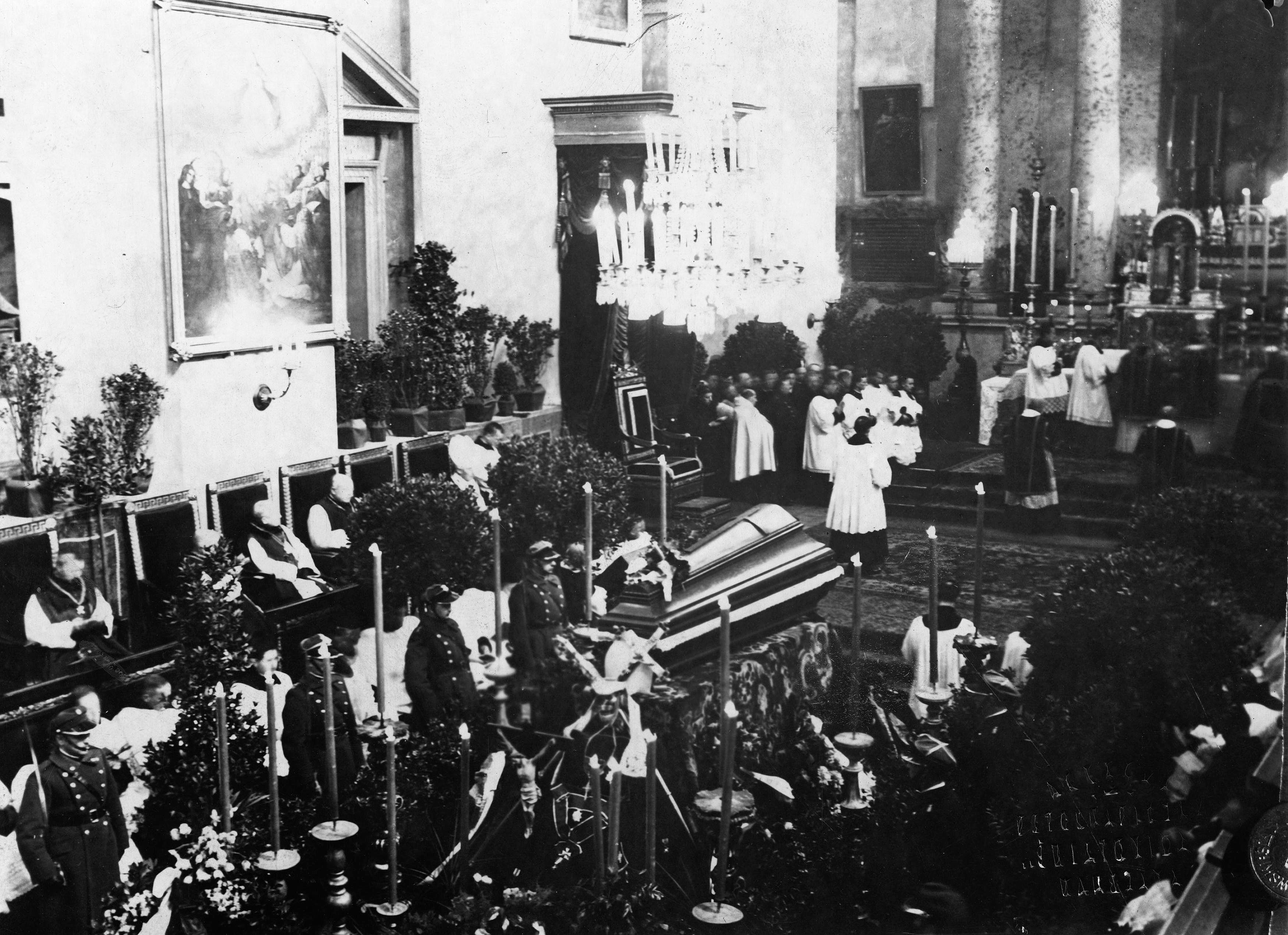
Pogrzeb bp. Bandurskiego w katedrze w Wilnie

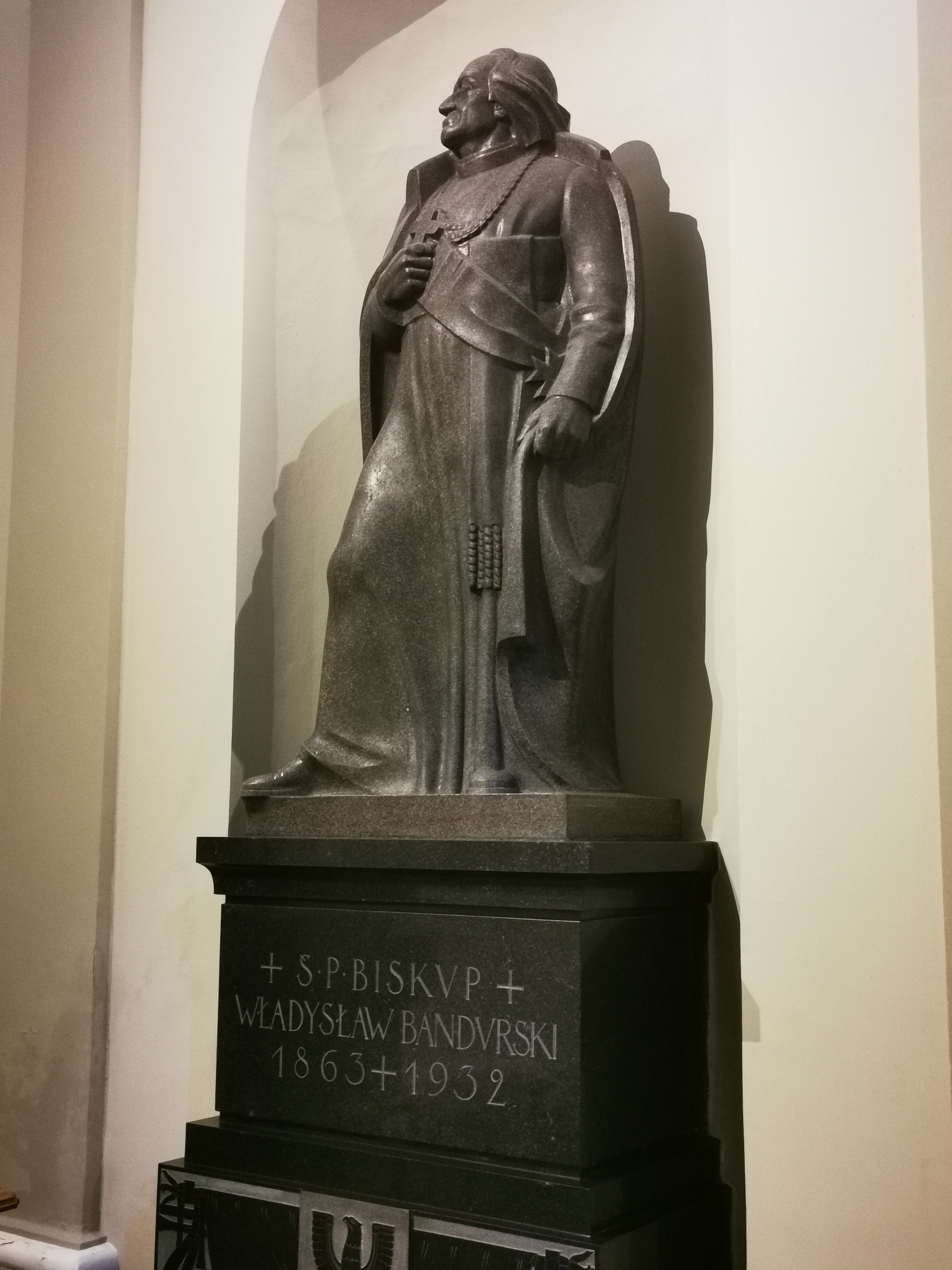
Pierwotny pomnik nagrobny Władysława Bandurskiego w katedrze wileńskiej

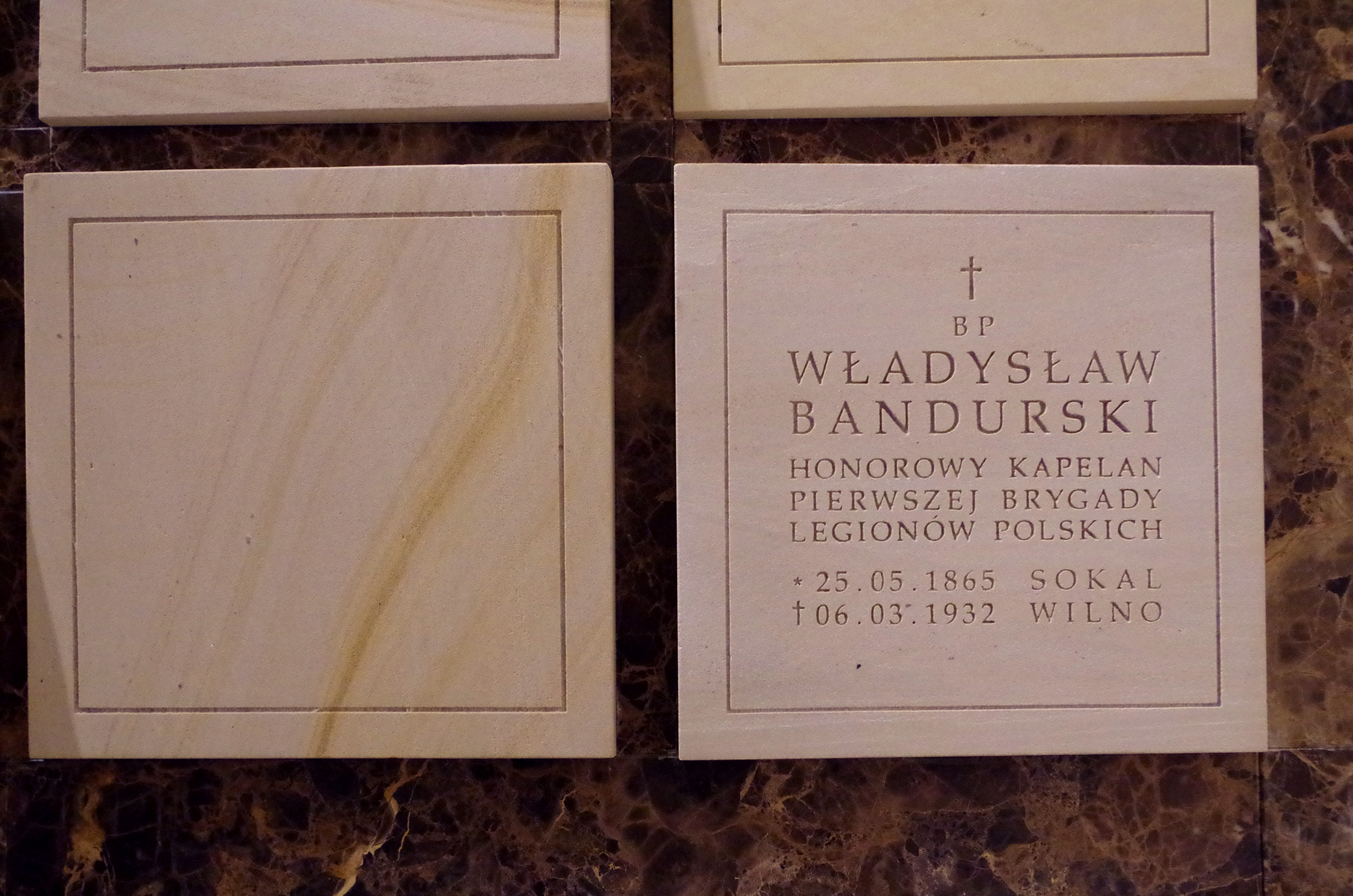
Grób biskupa Władysława Bandurskiego w kościele Matki Boskiej Królowej Korony Polskiej w Warszawie

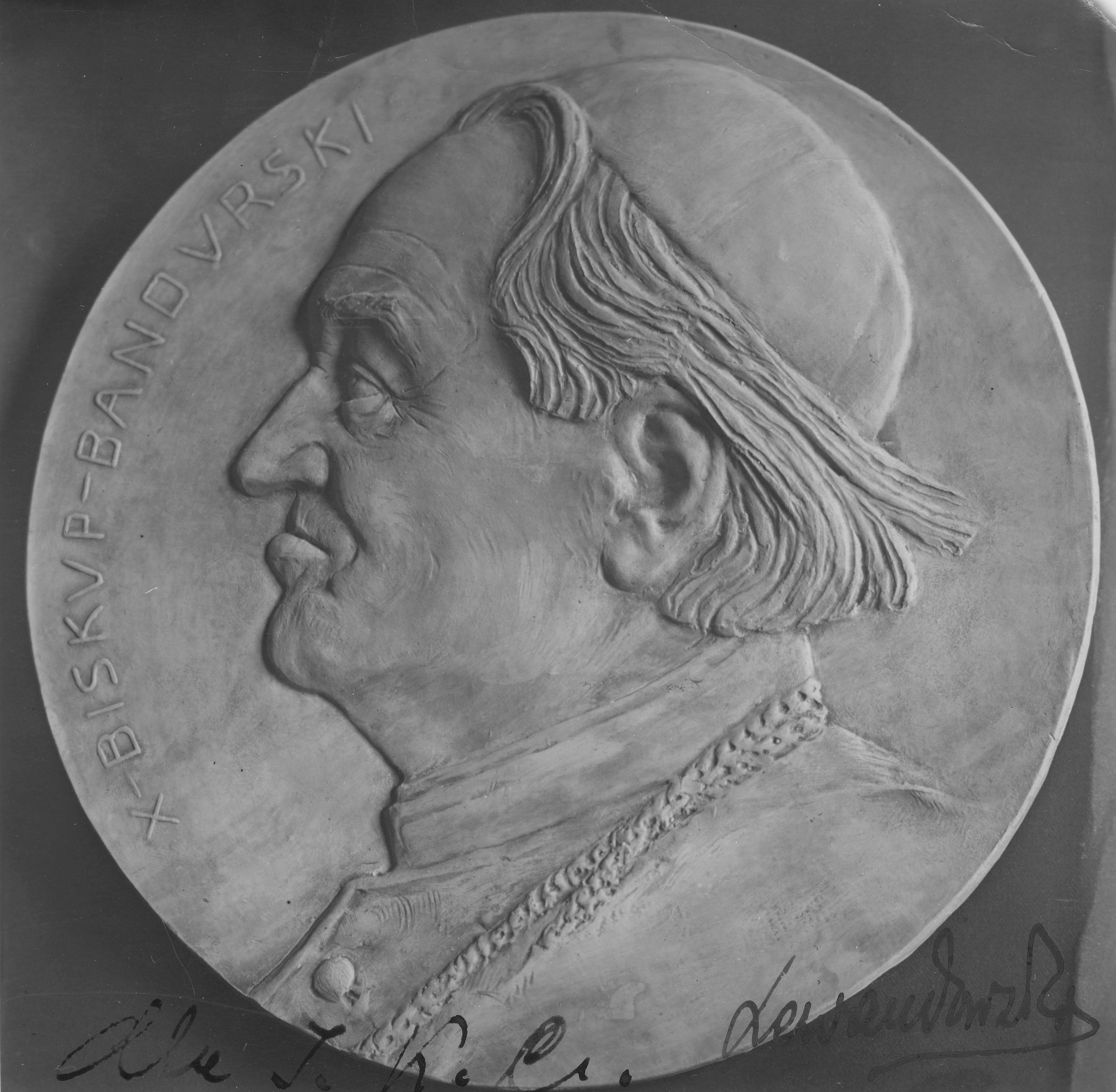
Medalion bp. Bandurskiego

U kresu wojny, jesienią 1918 bp Bandurski wydał odezwę Do wszystkich żołnierzy Polaków na całem terytorium b. państwa austro-węgierskiego. Odezwa ks. biskupa Władysława Bandurskiego. W 1918 przybył do Lwowa i – mając do wyboru różne miejsca zakwaterowania – zamieszkał w celi klasztoru Dominikanów we Lwowie. Przebywał od wtedy wśród walczących żołnierzy polskich. Po odzyskaniu przez Polskę niepodległości od listopada 1918 służył w Wojsku Polskim. We Lwowie przebywał jeszcze w 1919. Latem 1919 dokonał uroczystego poświęcenia terenu przeznaczonego na Cmentarz Obrońców Lwowa. W 1919 uczestnik wyprawy na Wilno. W 1919 do Warszawy, a potem przebywał tymczasowo w Wilnie.
Latem 1920 działał na rzecz sprawy polskiej przed planowanym plebiscytem na Spiszu i Orawie. W rocznicę święceń kapłańskich 25 lipca 1920 otrzymał żelazny krzyż biskupi z łańcuchem, który przekazali mu legioniści z gen. Józefem Hallerem w zamian za to, że wcześniej ofiarował on swój krzyż złoty wysadzany brylantami i szmaragdami oraz pierścień na rzecz skarbu i wojska. Po odzyskaniu niepodległości przez Polskę u zarania II Rzeczypospolitej nie otrzymał żadnego urzędu kościelnego. W 1920 przebywał we Lwowie, przez pewien czas w Warszawie, a w listopadzie tego roku przybył do Wilna. Wcześniej został zaproszony przez bp. Zygmunta Łozińskiego do Mińska, ale po zajęciu tego miasta przez bolszewików w 1920 trafił do Wilna. W 1920 po zajęciu Wilna na życzenie marszałka Polski Józefa Piłsudskiego został mianowany przez gen. Lucjana Żeligowskiego naczelnym kapelanem (wzgl. kapelanem obozowym bądź kaznodzieją obozowym) Wojska Litwy Środkowej (według innej wersji – biskupem polowy tych wojsk). W Wilnie mieszkał na parterze w Pałacu Reprezentacyjnego Rzeczypospolitej. W okresie wojny z bolszewikami wspierał duchowo i pokrzepieniem żołnierzy polskich. 17 maja 1922 został odznaczony orderem wojskowym „Virtuti Militari" V klasy. W późniejszych latach odwiedzał żołnierzy Korpusu Ochrony Pogranicza w oddziałach rozlokowanych na krańcach Polski. Odwiedzał także ludność w pasie neutralnym polsko-litewskim, nękaną przez Szaulisów.
Był inicjatorem powołania Komitetu Obywatelskiego Pomocy dla Zdemobilizowanych Żołnierzy w Wilnie. 9 października 1923 w katedrze wileńskiej otrzymał z rąk rektora Alfonsa Parczewskiego drogocenny złoty krzyż biskupi jako dar ziemi wileńskiej (w 1918 oddał on swój krzyż na Skarb Narodowy). W latach 1924–1931 był przewodniczącym Zarządu Oddziału Wileńskiego Związku Harcerstwa Polskiego. Filister h.c. korporacji akademickiej Cresovia Vilnensis, filister korporacji akademickiej „Cracovia”. Na początku 1927 informowano, że biskup otrzymywał emeryturę w niskiej wysokości 26 zł., po czym Ministerstwo Spraw Wojskowych podało, że w 1925 przyznano mu wynagrodzenie w wysokości odpowiadającej według stopnia generała brygady.
25 lipca 1927 obchodził 40-lecie posługi kapłańskiej. 10 września 1927 zorganizowano we Lwowie uroczyste obchody 40-lecia jego kapłaństwa i 60-lecia lwowskiej Ochotniczej Straży Pożarnej „Sokół”, zorganizowane staraniem Mariana Dziędzielewicza. W 1931 z okazji przygotowań do obchodów 25-lecia sakry biskupiej, powołano komitet z gen. Stanisławem Skwarczyńskim na czele. Nad uroczystościami jubileuszowymi patronat objęli: prezydent RP prof. Ignacy Mościcki i marszałek Polski J. Piłsudski. Zaplanowane na 10 stycznia 1932 główne obchody i uroczystości z tej okazji w Wilnie zostały przełożone z uwagi na gorszy stan zdrowia biskupa, zaś niezależnie od tego inne uroczystości odbyły się w innych miejscach, np. w Poznaniu i we Lwowie. Pisał utwory prozatorskie i poetyckie. Na początku XX wieku wydając swoją twórczość posługiwał się pseudonimem „Bożysław”. Autor publikacji o tematyce kultowej oraz poezji religijnej. Redaktor albumu na 100-lecie powstania listopadowego. Jego życiową dewizą było przekonanie, że na Kresach Wschodnich wyznanie rzymskokatolickie jest nieodłączne od polskości. Na przełomie lat 20./30. przeżywał spory w polskich życiu publicznym i w miarę możliwości usiłował godzić strony konfliktów.
Do końca życia pozostawał biskupem pomocniczym archidiecezji wileńskiej jako rezydujący w Wilnie biskup tytularny cydoneński. W Wilnie zamieszkiwał jako rezydent w apartamentach dawnego pałacu bp. Ignacego Massalskiego. Tam poświęcił się pracy literackiej, ale też często wyjeżdżał na zjazdy i uroczystości. W ostatnim okresie życia chorował na dusznicę sercową. Podczas choroby pozostawał pod nadzorem lekarskim prof. dr Aleksandra Januszkiewicza (rektora Uniwersytetu im. Stefana Batorego) oraz opieką ze strony matki i żony ministra Władysława Raczkiewicza. Zmarł na atak serca 6 marca 1932 o godz. 20:30 w swoim mieszkaniu w Wilnie. Zgon został stwierdzony przez przybyłego natychmiast prof. dr. Januszkiewicza. Po jego śmierci trzy miasta, z którymi był związany: Lwów, Kraków i Wilno, pretendowały do miejsca pochówku biskupa (pojawiły się propozycje pochówku na Cmentarz Obrońców Lwowa i Krypcie Zasłużonych na Skałce w Krakowie). Początkowo zwłoki biskupa były wystawione w jego kaplicy domowej w wileńskim Pałacu Reprezentacyjnym (dekoracje żałobne w kaplicy wykonał Ferdynand Ruszczyc). Maska pośmiertna bp. Bandurskiego została wykonana przez Bolesława Bałzukiewicza. Dwie tablice z datami życia, przeznaczone do umieszczenia w trumnie i na trumnie biskupa, zostały zaprojektowane przez Jerzego Hoppena. 9 marca o godz. 17 trumna ze zwłokami została eksportowana do bazyliki katedralnej w Wilnie. Pogrzeb 10 marca 1932 od godz. 10 zorganizowano na koszt państwa i był wielką manifestacją narodową. W ostatnim pożegnaniu brał udział m.in. prezydent RP Ignacy Mościcki, premier Aleksander Prystor i członkowie rządu, marszałkowie Sejmu i Senatu oraz parlamentarzyści, wojewodowie, delegacje wojskowych z całego kraju, przedstawiciele innych władz i instytucji. Mszę żałobną celebrował abp metropolita wileński Romuald Jałbrzykowski przy udziale biskupów Henryka Przeździeckego, Stanisława Kostki Łukomskiego, Kazimierza Mikołaja Michalkiewicza, a kazanie wygłosił ks. prof. Czesław Falkowski. Ciało biskupa zostało złożone przez legionistów w krypcie pod kaplicą św. Piotra i Pawła. W tym czasie artyleria na Górze Bouffałowej oddała 12 strzałów armatnich jako salwę honorową, zaś podczas całego nabożeństwa nad placem katedralnym krążył pluton 4 pułku lotniczego, z którego zrzucano wianki. Transmisja z katedry wileńskiej była prowadzona w Polskim Radiu.

## Spuścizna
Nie doczekawszy się powołania na stanowisko urzędowe w hierarchii kościelnej bp Władysław Bandurski w 1930 zlecił przewiezienie swojego majątku do Wilna ze Lwowa, które opuścił 16 lat wcześniej (za akcję transportu odpowiadał przyjaciel biskupa, ppłk inż. int. Marian Władysław Chudzik). Następnie porządkował swoje archiwum (rękopisy, kazania, notatki) do końca życia.
Po oględzinach mieszkania biskupa 7 kwietnia 1932 ppłk Chudzik wskazywał na panujący rozgardiasz, dokonany po śmierci duchownego. Po czterech latach procesu spadkowego w marcu 1932 spuścizna po Władysławie Bandurskim została przekazana do dyspozycji prawnych spadkobierców Władysława Bandurskiego. Składały się na nią pamiątki, spora ilość podarunków otrzymanych przez duchownego za życia od wojska i od ludności z Polski, a także od Polonii amerykańskiej. Zgodnie z ostatnią wolą biskupa jego krewni przekazali ten majątek do muzeów w Warszawie, w Krakowie, we Lwowie i w Wilnie, do kościołów w Wilnie, w Kamionce Strumiłowej i w Sokalu oraz do 5 pułku piechoty Legionów. W 1936 inwentaryzacji tychże przedmiotów dokonywali ppłk Chudzik i dr Rachwał ze Lwowa, którzy zastali zbiory w stanie niesłychanego zniszczenia. Sprawa ta została opisana, wraz z fotografiami, w prasie i określona mianem barbarzyństwa na spuściźnie biskupa.

## Biskup polowy
Według Tadeusza Kryski-Karskiego i Stanisława Żurakowskiego, autorów pracy Generałowie Polski niepodległej, Władysław Bandurski został zweryfikowany jako biskup polowy Wojska Polskiego ze starszeństwem z 1 czerwca 1919. Brak potwierdzenia tej informacji. Władysław Bandurski nie figuruje na żadnej z list starszeństwa generałów opublikowanych w „Rocznikach oficerskich” z 1923, 1924 i 1928. Nie został wymieniony w „Wykazach duchowieństwa wojskowego (...) wyznania katolickiego Rzeczypospolitej Polskiej” z 1928, 1929 i 1930, a także w Słowniku biograficznym generałów Wojska Polskiego 1918–1939 autorstwa Piotra Staweckiego. W większości publikacji wymieniany jest jako naczelny kapelan Wojska Litwy Środkowej, natomiast w Dzienniku Personalnym Nr 15 z 12 czerwca 1922 wymieniony został jako biskup polowy Wojska Litwy Środkowej. Obie formy pojawiły się później w publikacjach przedstawiających biogram biskupa.
Kwestia rzekomego pełnienia funkcji biskupa polowego abstrahując od służby w Wojskach Litwy Środkowej pojawiała się np. w czasopiśmiennictwie. W styczniu 1917 prasa polska pozostająca pod władzą austriacko-węgierską informowała, że pojawił się projekt mianowania duchowego kapłana legionów, ks. Bandurskiego, biskupem polowym, oraz że w celu złożenia mu tej prośby ma udać się do niego do Wiednia specjalna deputacja. Według Jerzego Tetera i źródeł legionowych żołnierze ci uważali go za biskupa polowego. W 1920 Bandurski przybył do Wilna jako nieurzędowy biskup polowy. W czasopiśmie „Epoka” z 1927 podano, że w z racji posługi bp. Bandurskiego w placówkach na ziemi wileńskiej zyskał nieurzędowe, ale ze szczerego serca od wojsk b. Litwy Środkowej, miano biskupa polowego. Na początku 1927, przy okazji sprawy wysokości emerytury W. Bandurskiego określanego go mianem biskupa polowego Legionów. W połowie 1927 „Gazeta Poranna Warszawska” poinformowała, że nowym biskupem polowym WP może został bp. Bandurski – wiązało się to z przypuszczeniem, że w miejsce zmarłego biskupa włocławskiego Stanisława Zdzitowieckiego miał zostać mianowany dotychczasowy biskup polowy Stanisław Gall (ostatecznie nowym biskupem włocławskim został Władysław Krynicki, a bp Gall pozostał na swoim stanowisku wojskowym). Według jednego z życiorysów ks. Bandurski jako biskup polowy legionów otrzymał od rządu polskiego pensję honorową. Według Mariana Brzezickiego, opisującego życiorys  oficera Mieczysława Młotka, był on adiutantem biskupa polowego W. Bandurskiego.

## Upamiętnienie
W 1906 artysta malarz Józef Męcina-Krzesz namalował portret Władysława Bandurskiego. W latach 30. rzeźbiarz Stanisław Lewandowski stworzył medalion z wizerunkiem bp. Bandurskiego.
Przed 1934 imieniem ks. Bandurskiego nazwano siedmioklasową szkołę nr 48 we Lwowie. Przed 1936 powstała szkoła męska im. ks. Bandurskiego w Sokalu. Od sierpnia 1937 w Wilnie budowano stanicę harcerską imienia bp. Władysława Bandurskiego, której duchowny był inicjatorem, a 29 maja 1938 poświęcono kamień węgielny na Górze Bouffałowej (akt erekcyjny wbudowano w ścianę holu stanicy). W sierpniu 1936 w klasztorze Dominikanów we Lwowie obok celi, w której w 1918 zamieszkał bp Bandurski, ustanowiono tablicę upamiętniającą jego osobę. W tym samym czasie we lwowskim Pałacu Biesiadeckich zorganizowano wystawę pamiątek po ks. biskupie dr. Władysławie Bandurskim. Pomnik ks. biskupa Bandurskiego ustanowiono w Szkole Podchorążych Rezerwy w Ostrowi-Komorowie (zburzono go w 1950).
29 maja 1938 poświęcono pomnik-nagrobek bp. Bandurskiego w kaplicy w lewej nawie bazyliki. W ciemnoczerwonym granicie została w nim przedstawiona postać duchownego, projektantem monumentu był inż. Stefan Narębski, a wykonawcą rzeźbiarz Stanisław Horno-Popławski. Na postumencie widnieje inskrypcja oraz dwa skrzyżowane sztandary i orły legionowe. Inżynier Narębski stworzył także projekt kaplicy grobowej w tym miejscu. Na postumencie według jego projektu umieszczono inskrypcję ś. p. biskup Bandurski 1863 – 1932 oraz jako ornamentację dwa skrzyżowane sztandary legionowe i orły legionowe. Po 1990 pomnik został wpisany do rejestru zabytków Republiki Litewskiej (nr inw. dv-158).
Ulice imienia biskupa Władysława Bandurskiego ustanowiono m.in. w rodzinnym Sokalu (przed 1939), w Kielcach, Łowiczu, Iławie, Krakowie (na Osiedlu Oficerskim), Krzeszowicach, Legionowie, Łodzi, Markach koło Warszawy, Mikołowie, Jarosławiu, Nowym Sączu, Starym Sączu, Szczecinie i Warszawie.
W kościele Zwiastowania Najświętszej Maryi Panny w Krakowie 29 maja 1988 została odsłonięta tablica upamiętniająca biskupa, zaprojektowana przez Piotr M. Boronia. Do tamtejszego klasztoru kapucynów trafił obraz przedstawiający biskupa Bandurskiego, autorstwa Mariana Lecieja z 1956.

## III Rzeczpospolita
Z inicjatywy biskupa polowego WP Sławoja Leszka Głódzia 18 czerwca 1996 przeprowadzono w katedrze wileńskiej czynności ekshumacyjno-identyfikacyjne, prowadzone przez płk. prof. dr. hab Bronisława Młodziejowskiego przy asyście kryminologa i jednocześnie ówczesnego ambasadora RP w na Litwie, dr. Jana Widackiego. Po dokonaniu czynności szczątki biskupa umieszczone w nowej trumnie, zostały złożone w krypcie grobowej za ołtarzem głównym w świątyni, pod prezbiterium. Podjęto decyzję o przeniesieniu szczątków biskupa do Polski. 3 sierpnia 1996 w katedrze wileńskiej odbyła się msza św. odprawiona przez bp. Głódzia, po czym nastąpiła uroczysta eksportacja trumny przez Ostrą Bramę i cmentarz na Rossie na lotnisko, skąd przewieziono ją do Polski drogą lotniczą. Działania te odbyły się wbrew protestom litewskich Polaków, zaś bp Głódź zapewniał, że jego decyzja nie była aktem politycznym. W Święto Wojska Polskiego 15 sierpnia 1996 trumna została złożona w katedrze polowej Wojska Polskiego.

## Publikacje

### Podmiotowe
- Akty różne przed Przenajświętszym Sakramentem  (1898)[204]
- Nowy miesiąc Serca Jezusowego dla dusz wewnętrznych (1900, 1904, 1911)[204]
- Zwycięstwo kochającej matki (1901)[74][205]
- Biała sukmana. Opowieść z czasów Kościuszki (1901[206], 1906, 1908[204], 1908, 1916, 1917, 1928)[207]
- A my o tem nic nie wiemy (1902, 1908[208], 1912[209])
- Opuszczona dziatwa (1903)[204]
- O wielkim biskupie Wincentym Kadłubku wspomnień kilka. Krótki życiorys i nabożeństwo do tego patrona Polski] (1904)[204]
- Biskup zakonnik błogosławiony Wincenty Kadłubek (1904)[210]
- Pamięci poległych – w nauce młodzieży. Garść pieśni z 1863 roku i dwa opowiadania na tle jego (Smutna wigilja. Alleluja w Ibianach w roku 1863)[204]
- Ośm błogosławieństw u stóp Przen. Sakramentu (1906)[204]
- W walce o dusze nasze i prawa nasze (1906)[211]
- Złote usta, złote serce. Obrazek sceniczny z życia Piotra Skargi (1907)[74][212]
- Czem Wyspiański dla Polski (1908)[208]
- „Ducha nie gaście” (z listu św. Pawła do Tess. R. 5. 19). Mowy i przemowy patryotyczne! (wyd. 1: 1909[63][213], wyd. 2: 1911[209][204])
- Wielki apostoł błogosławiony Jakób Strepa arcybiskup lwowski (1909)[212]
- O najwyższy hołd Królowej Jadwidze (1910)
- Zbudźmy Jadwigę[209]
- Jadwiga. Święta królowa na polskim tronie. Opowieść dziejowa w 3 tomach (1910[204], 1912)[209][214]
- Święta Jadwiga. Polska królowa... Na scenę w 4 obrazy z Prologiem (1911)[215][204]
- Opuszczone sieroty (1911)[204]
- Brońmy „opornych”! (1912)
- O Janie Kilińskim (1914, 1917[207])
- Kuba z karczmy (1914)[209][207]
- Obrazek ze wsi. Wigilja chorego leśnego (1914)[216][207][207]
- Najsmutniejszy anioł (1914)[209][217]
- Ku wolności! (1915)
- Do rodaków (1915)
- W krzyżu moc i zwycięstwo (1915)[207]
- Modlitwa Polaka w czasie wojny (1915)
- Litania narodu polskiego (1905, 1915)[207]
- „Piastowskiego nam ludu potrzeba” (1916)[218]
- Przemowy i prace na przełomie dziejowym (1916)
- Droga krzyżowa Polski (1916)[219]
- Polska a Rosya w pieśni największych wieszczów narodu (1916)[220]
- U trumny bohatera. 3 mowy (1918)[207]
- Z niewoli do ziemi obiecanej. Ideał nauczyciela ludowego (1920)[209][221]
- Praca i cierpienie (1921)[222][223]
- Krwi ofiarnej cześć (1928)[209][224]
- Miłość wioski rodzinnej (1928)[209][225]
- Ciężka służba. Powiastka z czasów Żółkiewskiego (1914[226], 1928)[209][207]
- Ciężka służba (1913, zbiór opowieści)[207]
- Smutna Wigilja w roku 1863 we wsi Zatory w Płockiem ; Obrazek ze wsi: wigilja chorego leśnego ; Kuba z karczmy: wigilja samotnych i zaniedbanych (1928)[225]
- Nowy miesiąc Serca Jezusowego[227]
- Sama jedna[74]
- Edmund Nowak: Rys dziejów duszpasterstwa wojskowego w Polsce 968-1831 (1932, wstęp)

### Przedmiotowe
- Katalog wystawy pamiątek związanych z długoletnią działalnością kapłańską, społeczną, literacką i wojskową J.E. ks. biskupa dr. Władysława Bandurskiego (1930)[160]
- H.R.: Biskup Władysław Bandurski. W rocznicę 25-lecia święceń biskupich (1931)[228]
- Walerian Kwiatkowski: Wyspiański, Bandurski, Piłsudski (1932)[229]
- Stanisław Rachwał: Ks. biskup dr Władysław Bandurski. Wzór kapłana – Polaka (1932, wydane staraniem Towarzystwa Przyjaciół Korpusu Kadetów Nr 1)[230][229]
- Stanisław Rachwał: Ks. biskup dr Władysław Bandurski. Kapłan – żołnierz (1933, z serii: Znakomici Polacy, nr 28)[191]
- Bohdan Wrzos: Ks. biskup dr Władysław Bandurski (1933)[229]
- Wiesław Jan Wysocki, Andrzej Czesław Żak: Biskup Władysław Bandurski (1997)[231]

## Ordery i odznaczenia
- Krzyż Srebrny Orderu Wojskowego Virtuti Militari[48][232] nr 7483 (17 maja 1922)[233][234]
- Wielka Wstęga Orderu Odrodzenia Polski (10 listopada 1927)[235][236]
- Krzyż Komandorski z Gwiazdą Orderu Odrodzenia Polski (2 maja 1922)[237][238][239][240]
- Krzyż Niepodległości (19 grudnia 1930)[241]
- Krzyż Walecznych (czterokrotnie, po raz pierwszy w 1921)[242][243]
- Złoty Krzyż Zasługi (19 marca 1931)[244]
- Krzyż Zasługi Wojsk Litwy Środkowej[245][246]
- Medal Pamiątkowy za Wojnę 1918–1921[48][204]
- Medal Dziesięciolecia Odzyskanej Niepodległości[48][204]
- Złota Odznaka Honorowa Ligi Obrony Powietrznej i Przeciwgazowej I stopnia[247]
- Odznaka ZHP „Wdzięczności”[248]
- Odznaka Honorowego Harcerza Rzeczypospolitej (4 lutego 1932)[248]
- odznaczenia wojskowe legionowe[43]
- Odznaki: 1 pułku piechoty Legionów, 2 pułku piechoty Legionów, 3 pułku piechoty Legionów, 4 pułku piechoty Legionów, 5 pułku piechoty Legionów, 6 pułku piechoty Legionów, 7 pułku piechoty Legionów, 8 pułku piechoty Legionów, 9 pułku piechoty Legionów, 10 pułku piechoty, 16 pułku piechoty, 22 pułku piechoty[249], 25 pułku piechoty, 39 pułku piechoty[250], 41 pułku piechoty, 48 pułku piechoty, 49 pułku piechoty, 56 pułku piechoty, 61 pułku piechoty, 62 pułku piechoty (1929)[249], 66 pułku piechoty, 77 pułku piechoty, 81 pułku piechoty, 85 pułku piechoty, 4 pułku ułanów, 23 pułku ułanów, 3 pułku strzelców konnych, 3 batalionu saperów, 4 pułku artylerii lekkiej[204]
- liczne polskie odznaki honorowe[48]
- Pro Ecclesia et Pontifice (Watykan)[43][251]
- Benemerenti (Watykan)[43][251]

Był pierwszym biskupem odznaczonym Orderem Virtuti Militari i Krzyżem Walecznych. W okresie II Rzeczypospolitej jako jedyny biskup otrzymał VM.

## Tytuły i wyróżnienia
- Członek honorowy Ochotniczej Straży Pożarnej we Lwowie (1914)[253]
- Tytuł honorowego kapelana Legionów Polskich
- Tytuł honorowego obywatela Lwowa (10 września 1927[254] lub 21 listopada 1927[12])
- Tytuł honorowego obywatela Krakowa (17 stycznia 1932)[12]
- Doktorat honoris causa Wydziału Teologicznego Uniwersytetu Lwowskiego (maj 1912[35][3][43][255])
- Honorowy stopień Harcerza Rzeczypospolitej (4 lutego 1932)[248][256]
- liczne członkostwa honorowe organizacji polskich, w tym Związku Sokolstwa Polskiego[43]